# Пахра
Пахра́ — река Москвы и Московской области, правый приток Москвы-реки.
Длина реки составляет 135 км (по другим данным — 129 км), площадь водосборного бассейна — 2580 км².
Исток Пахры находится в 3,8 км северо-западнее станции Бекасово-1 Киевского направления и Большого кольца Московской железной дороги, в болотах Наро-Фоминского района. Река впадает в Москву-реку рядом с посёлком Мячково Раменского района. Ширина поймы — 100—200 метров, русла в среднем течении 15—20 метров, в низовьях — 30—40 метров.
Русло реки извилистое. По характеру водного режима Пахра относится к волжскому типу, основным источником питания являются снеговые воды. Летом и осенью реку питают дождевые и подземные воды, зимой — родники. Половодье начинается с конца марта, заканчивается в начале мая. Подъём воды в реке достигает 6 метров. Пахра замерзает в ноябре — декабре, оттаивает в конце марта — апреля. Среднегодовой расход воды в 36 км от устья — 9,95 м³/с, что соответствует объёму стока 0,314 км³/год.
По химическому составу вода Пахры имеет гидрокарбонатно-кальциевый состав и относится к валдайскому подтипу рек.
На реке Пахре расположены город Подольск, посёлки Шишкин Лес, Красная Пахра, Дубровицы, село Колычёво, деревни Долгино, Игнатово, Лукино, Сьяново, Чурилково, Шестово, Новленское, Киселиха, Камкино, Ям.

## Этимология
В писцовой книге XVI века упоминается под названием Похра, Пехра, в Книге Большому чертежу, 1627 года, и в материалах Генерального межевания XVIII века записана как Пахра. Точное происхождение названия неизвестно. По одной версии название Пахра возводят к финно-угорскому корню «-яхр-, ягр-, -ахр-», что означает «озеро» и по этой версии слово пахра можно перевести как «текущая из озера». Также, схожее по названию река Пехорка (Пехра), вероятно имеет финно-угорское происхождение, на это указывала Руфь Агеева. По мнению О. Н. Трубачёва и Е. С. Отина, исходной формой гидронимов Пахра и Пехорка является Пьх-ъра, которая происходит от славянского корня пьх- «толкать, пихать» и суффикса -р-. 

## Притоки
Основные притоки — Рожайка, Моча и Десна.
(расстояние от устья)
- 8,4 км: река Жданка (пр)
- 29 км: река Битца (лв)
- 29,4 км: река Гвоздянка (лв)
- 35 км: река Рожайка (пр)
- 40 км: река Конопелька (пр)
- 55 км: река Десна (лв)
- 58 км: река Моча (пр)
- 108 км: река Сохна (пр)

## Фотографии
- река Пахра (справа) в Дубровицах под Подольском и Церковь Знамения Богородицы  на месте впадения реки Десны в Пахру. 2003 год
- Пахра в Подольске до городской плотины, 2008 год
- Плотина на Пахре, 2008 год
- Пахра в Подольске после городской плотины, 2008 год
- Пахра, 2011 год